# ليزلي تشارلز
ليزلي تشارلز (بالإنجليزية: Lesley Charles)‏ هي لاعب كرة مضرب بريطانية، ولدت في 15 يوليو 1952 في ورسستر في المملكة المتحدة.

## وصلات خارجية
- ليزلي تشارلز على موقع رابطة محترفات التنس (الإنجليزية)
- ليزلي تشارلز على موقع الاتحاد الدولي لكرة المضرب (الإنجليزية)
- ليزلي تشارلز على موقع خلاصة التنس.كوم (الإنجليزية)